# نارنجک ام۲۶
ام۲۶ یک نارنجک دستی تکه‌تکه شونده است که توسط ارتش ایالات متحده توسعه یافته‌ است. این نارنجک حدود سال ۱۹۵۲ وارد خدمت شد و در جنگ کره مورد استفاده قرار گرفت. شکل لیمویی مشخص آن باعث شده‌است که به نام «نارنجک لیمو» نیز شناخته شود (نارنجک اف۱ روسی و نارنجک «آناناس» آمریکایی ام کی۲ را با نامهای مشابه مقایسه کنید).
تکه‌تکه شدن توسط یک سیم پیچ مخصوص از پیش شکافدار که در قسمت داخلی بدنه نارنجک قرار دارد، تقویت می‌شود. این سیم پیچ دارای مقطع دایره ای در نارنجک M26 و سطح مقطع مربعی بهبود یافته در M26A1 و نسخه‌های بعدی آن بود.
نارنجک‌ها در داخل لوله‌های حمل و نقل فیبر استوانه‌ای نگهداری و در جعبه‌های ۲۵ یا ۳۰ عددی بسته‌بندی می‌شدند.